# 王鼎 (正德進士)
王鼎（1484年—？），字汝調，號洛東，河南汝州人，軍籍，明朝政治人物。

## 生平
正德五年（1510年）庚午科河南鄉試第九名舉人。正德十二年（1517年）中式丁丑科會試第一百三十八名，登第三甲第二十名進士。吏部观政，正德十四年（1519年）任直隸元氏縣知縣，陞南京山西道试監察御史。嘉靖三年（1524年）九月復除湖广道监察御史，五年巡按陕西，七年巡按南直隶，八年二月弹劾南京户部侍郎胡锭，詔免其官。出为雲南姚安府知府，致仕。

## 家族
曾祖王振；祖父王文；父王欽，母帥氏。重庆下。弟王鼐、王鼏。